# 東成瀬村内FM中継局
東成瀬村内FM中継局（ひがしなるせそんないエフエムちゅうけいきょく）は、秋田県雄勝郡東成瀬村に置かれている、全国FM放送協議会加盟局・エフエム秋田の中継局と、NHKラジオ第1放送のFM補完中継局である。

## 概要
| 中継局名   | 放送局名     | 周波数  | 空中線 電力 | 実効輻射 電力 | 放送対象地域 | 放送区域内世帯数 | 予備免許公布日 | 本免許公布日   | 開局日         |
| ---------- | ------------ | ------- | ----------- | ------------- | ------------ | ---------------- | -------------- | -------------- | -------------- |
| 東成瀬     | NHK秋田第1   | 81.5MHz | 1W          | 1.5W          | 秋田県       | 約797世帯        | 2015年6月12日  | 2015年11月27日 | 2015年12月1日  |
| 東成瀬     | エフエム秋田 | 89.4MHz | 5W          | 8.3W          | 秋田県       | 752世帯          | 2019年4月25日  | 2019年10月25日 | 2019年10月26日 |
| 東成瀬椿川 | NHK秋田第1   | 87.7MHz | 10W         | 21W           | 秋田県       | 約484世帯        | 2015年6月12日  | 2015年11月27日 | 2015年12月1日  |